# Marokkói hajnalpírlepke
A marokkói hajnalpírlepke (Anthocharis belia) a rovarok (Insecta) osztályának a lepkék (Lepidoptera) rendjébe, ezen belül a fehérlepkék (Pieridae) családjába tartozó faj.

## Elterjedése
A marokkói hajnalpírlepke Dél-Európa jellegzetes rovara.

## Megjelenése
A marokkói hajnalpírlepke szárnyának alapszíne sárga, a hím elülső szárnyán a hajnalpírfolt jól fejlett. A nőstény elülső szárnycsúcsán csak egy keskeny, narancssárga csík látható; hátsó szárnya feketén foltos. A szárnyak fonákja fehér, illetve sárga.

## Alfajok, változatok
- A. b. ssp. androgyne
- A. b. ssp. belia (törzsváltozat)

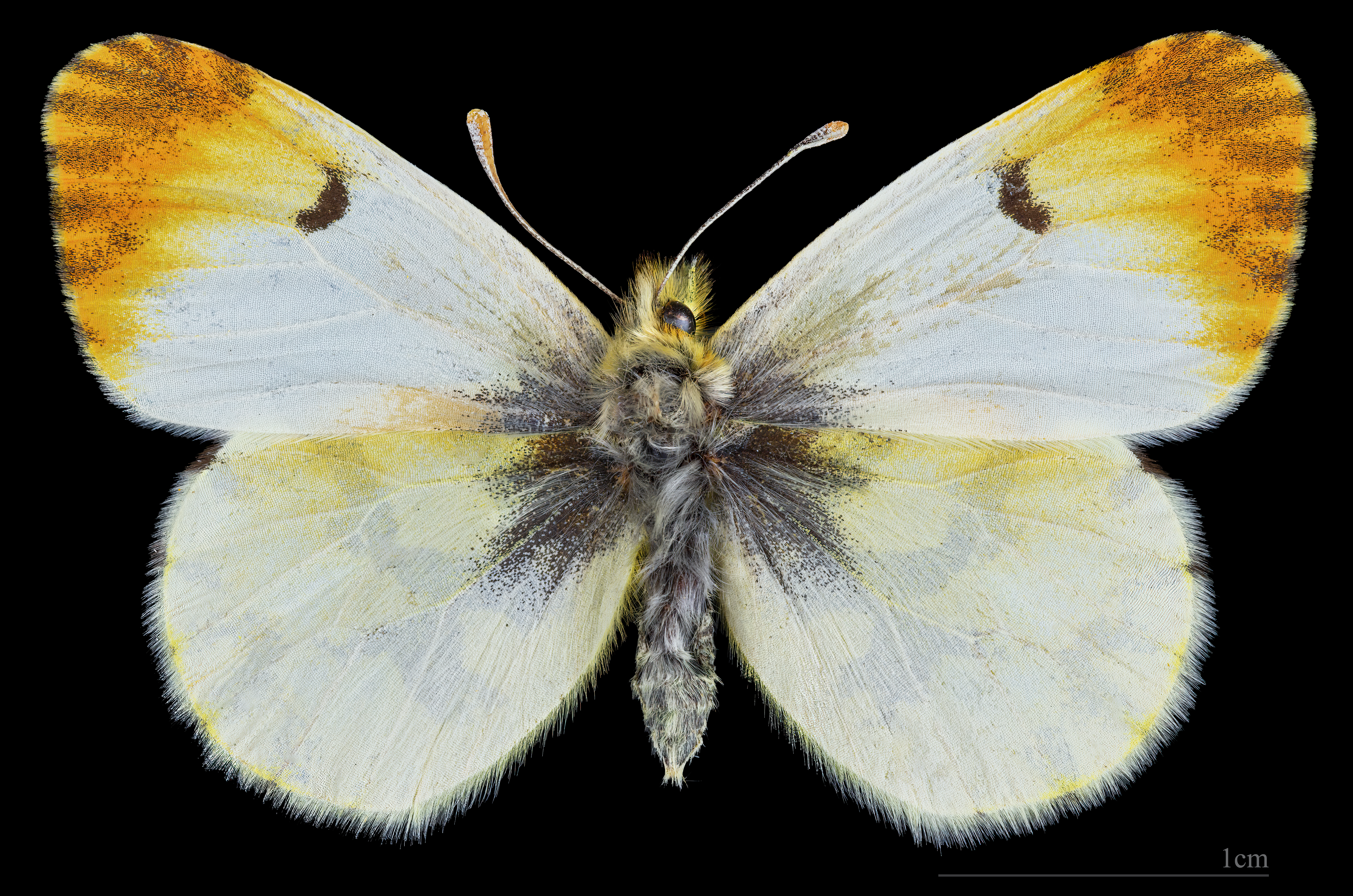
Anthocharis belia belia  ♀
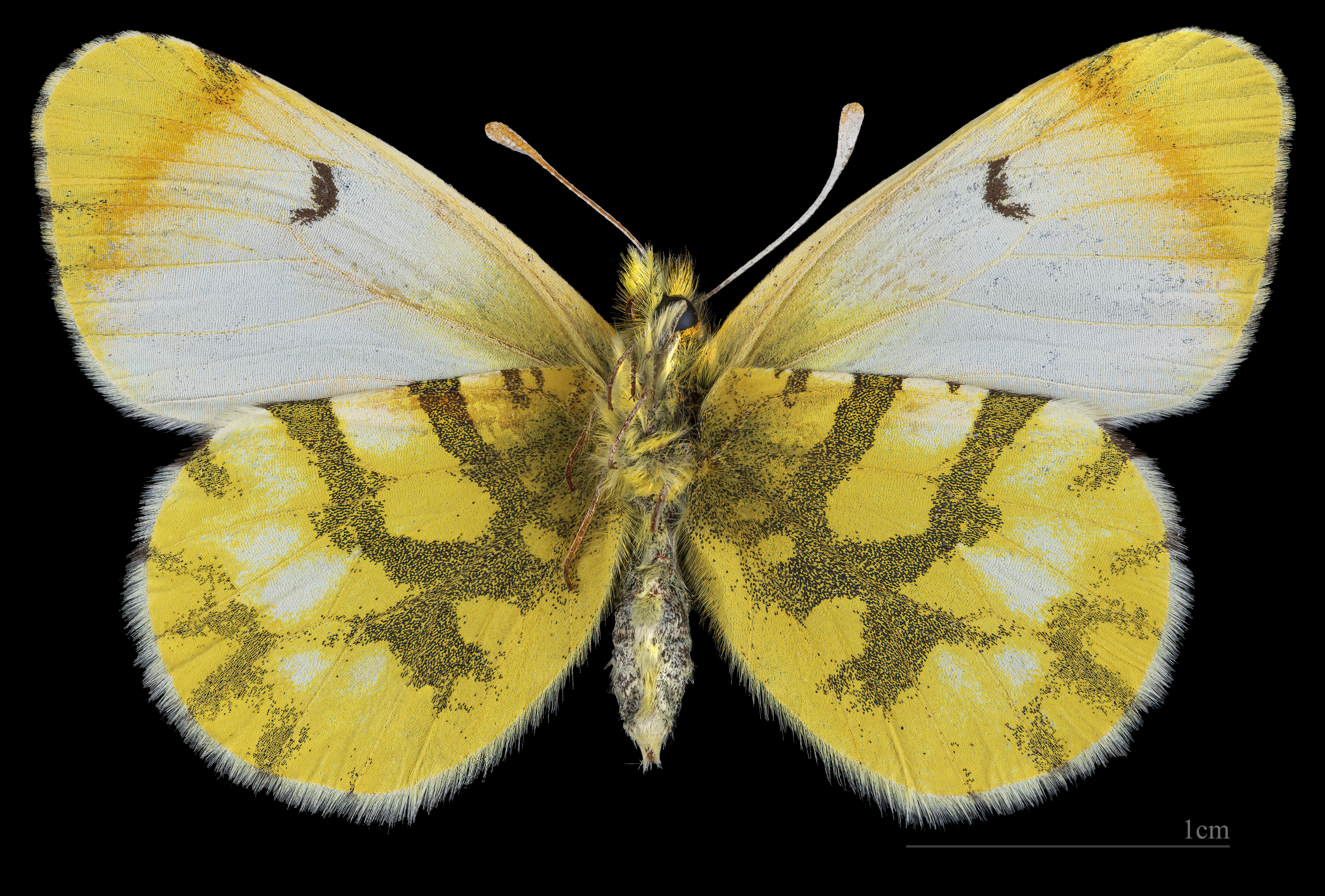
Anthocharis belia belia   ♀ △

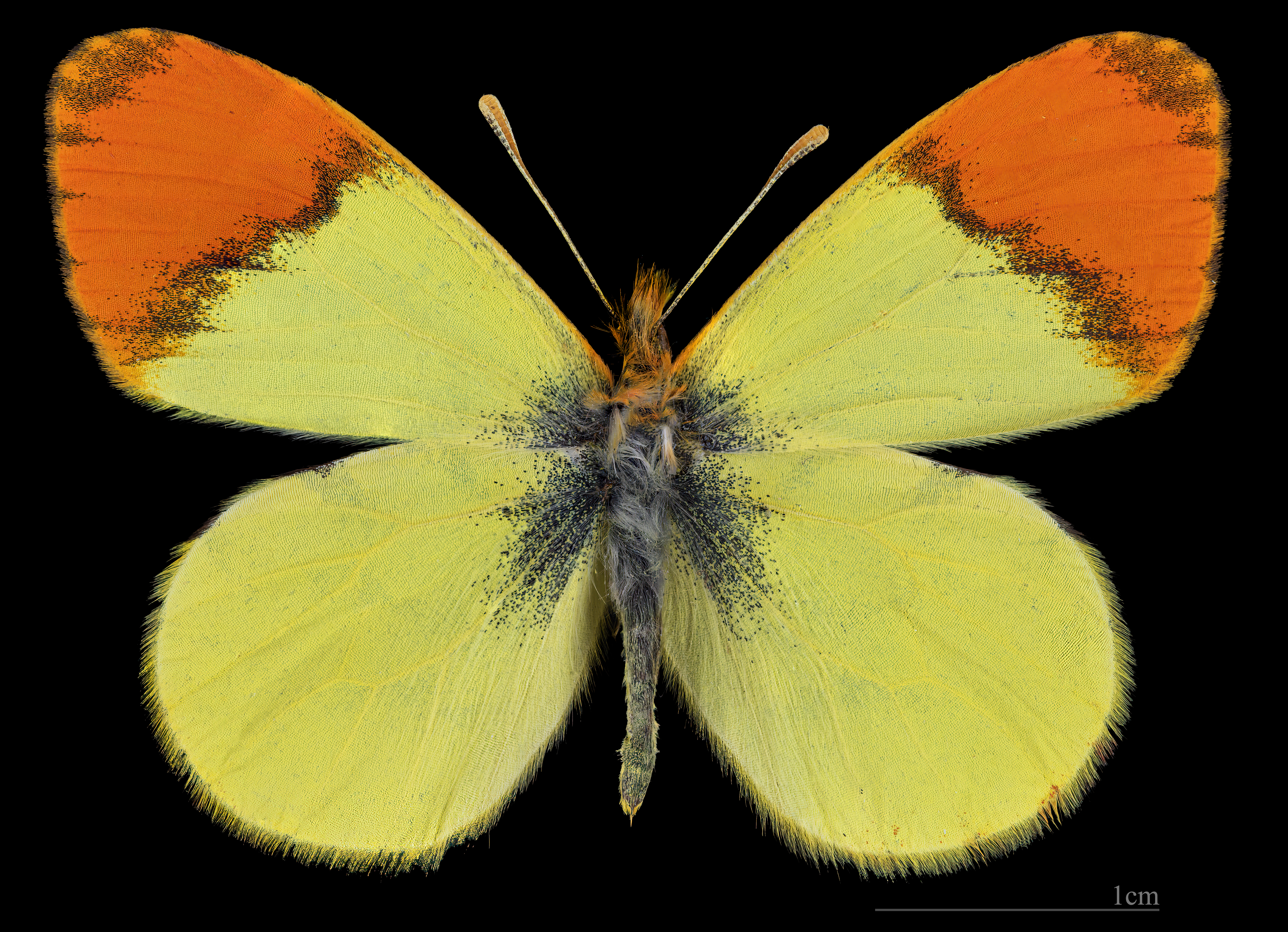
Anthocharis belia androgyne ♂
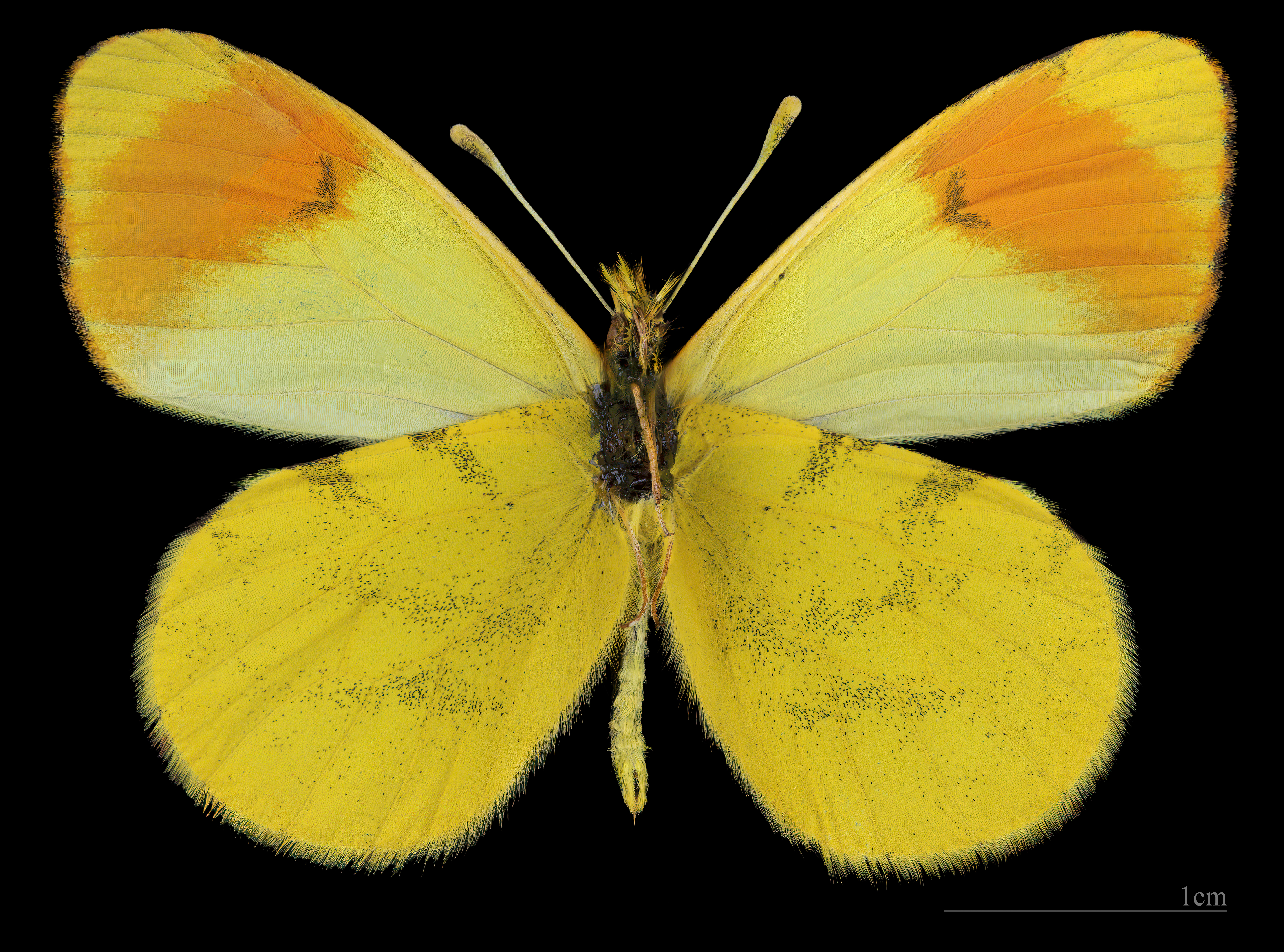
Anthocharis belia androgyne ♂ △
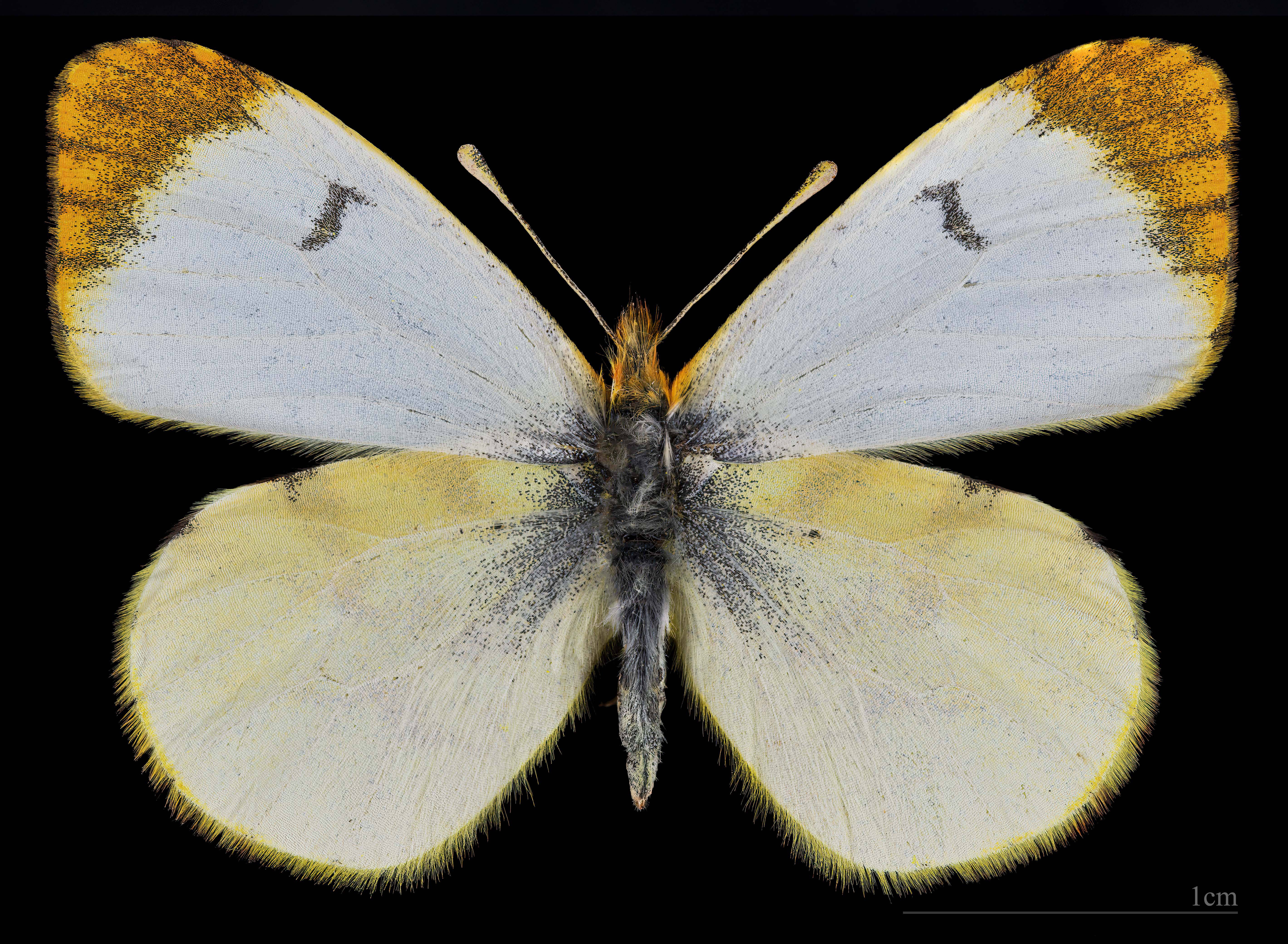
Anthocharis belia androgyne ♀
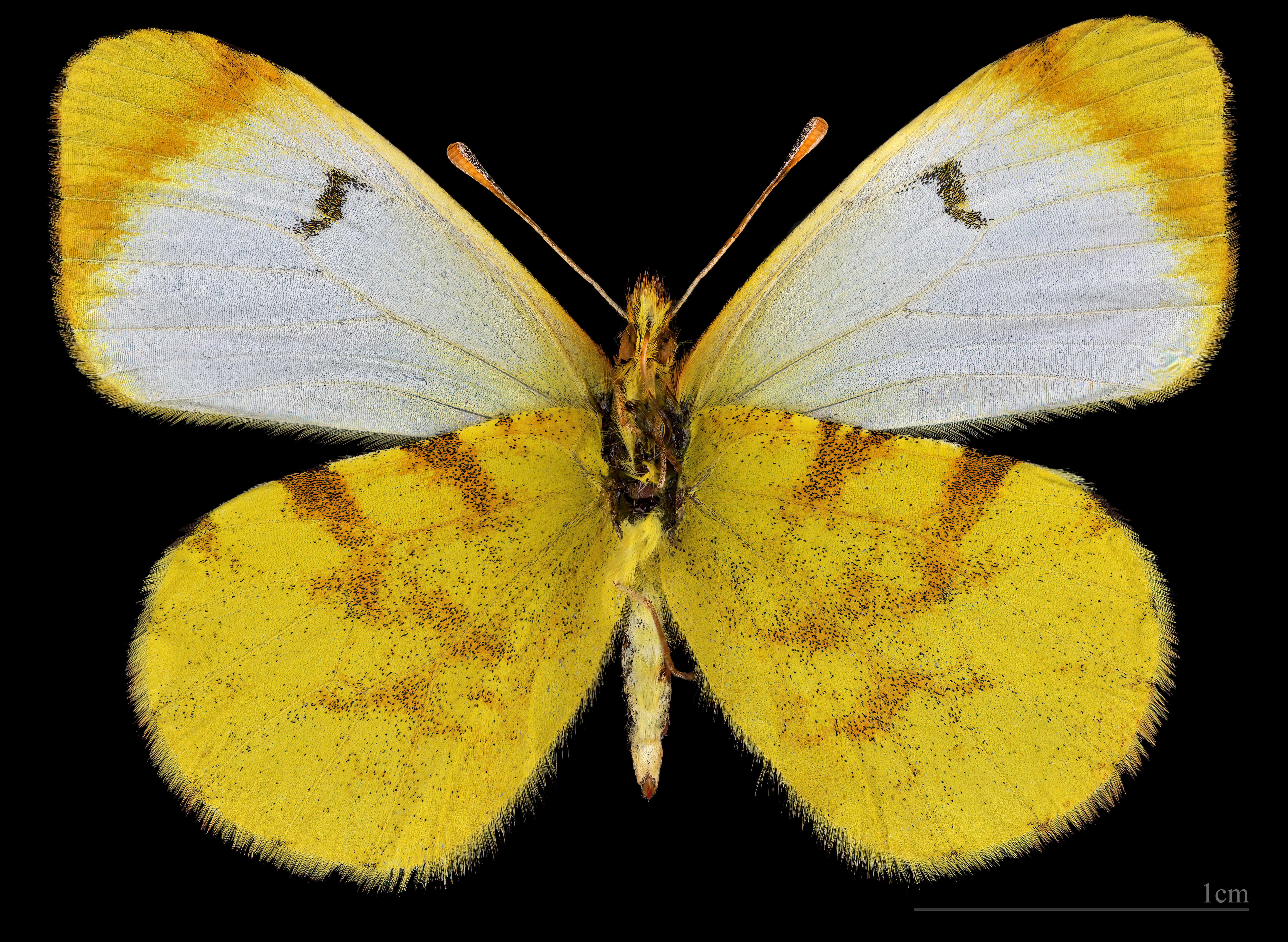
Anthocharis belia androgyne ♀ △

## Életmódja
Főleg a dombvidékeken fordul elő; májustól júliusig. Jól, gyorsan repül.
Hernyójának tápnövénye a korongpár (Biscutella laevigata).